# Gnathamitermes grandis
Gnathamitermes grandis är en termitart som först beskrevs av Light 1930.  Gnathamitermes grandis ingår i släktet Gnathamitermes och familjen Termitidae. Inga underarter finns listade i Catalogue of Life.